# Українська психіатрична лікарня із суворим наглядом
Украї́нська психіатри́чна ліка́рня із суво́рим на́глядом — спеціалізований психіатричний заклад для осіб, що вчинили тяжкі та особливо тяжкі злочини в стані неосудності та за рішенням суду відправлені на примусове лікування. Заклад розташований на території Дніпропетровського слідчого ізолятора № 3. Наразі єдина психіатрична лікарня з суворим наглядом на території України.

## Функціонування
Психіатрична лікарня із суворим наглядом у Дніпрі є унікальним лікувальним закладом в Україні, призначеним для психічнохворих, які скоїли тяжкі соціально небезпечні діяння. До закладу направляються хворі з усієї України. Оскільки в лікарні утримуються особливо небезпечні пацієнти, що скоїли тяжкі та особливо тяжкі злочини, в лікарні діє контрольно-пропускна система, сучасна система охорони та відеонагляду за хворими. Станом на липень 2012 року в установі утримували 993 пацієнта, 122 з яких — жінки. Лікарня нараховує 13 відділень: з них вісім психіатричних, два сомато-психіатричних, а також туберкульозне, чоловіче відділення тимчасових форм психічних розладів та приймально-обсерваційне..

## В радянські роки
Лікарня заснована в 1968 як одна з декількох спеціалізованих (тюремних) психіатричних лікарень на території СРСР. В радянські роки лікарню очолював підполковник Прус Федір Константинович. Крім хворих, що скоїли особливо тяжкі злочини в лікарні примусове лікування також проходили засуджені за політичними статтями, яких репресивна система вважала за потрібне відправити до психіатричних лікарень тюремного типу. Так, в різні роки примусове лікування  в лікарні проходили дисиденти Петро Григоренко, Микола Плахотнюк,  Василь Рубан, Анатолій Лупиніс. В 1973 р. до Дніпропетровскої спецлікарні на примусове лікування був направлений Леонід Плющ з діагнозом «млявотічна шизофренія». В 1976 р. Л. Плющ написав автобіографічну книгу «На карнавалі історії», де детально описав своє лікування у Дніпропетровській СПЛ. Також функціонування лікарні в радянські роки описане в книгах Юрія Ветохіна - «Схильний до втечі» та Олександра Шатравки - «Втеча з раю». Вони проходили лікування у спецлікарні після невдалої спроби втечі з СРСР. Шатравка навідався до спецлікарні вже в роки незалежності, та в своїй книзі написав, що в лікарні «все так же как в те, советские годы».

## Відомі особи
- Олександр Сєргов («чернігівський маніяк») — 20 квітня 2010 року скоїв потрійне вбивство та замах на вбивство в місті Чернігові ,відбував експертизу в Києві та Чернігові [3] ;
- Леонід Опанасенко — 24 травня 2013 року вчинив напад на бригаду медиків швидкої допомоги в Запоріжжі. Внаслідок нападу двоє лікарів отримали поранення, загинула фельдшерка Марина Савоніна.[4];
- Тарас Копровський — 20 липня 2013 року вчинив подвійний напад на мера міста Львова Андрія Садового. Психолого-психіатрична експертиза визнала Копровського неосудним. За неофіційною інформацією його було відправлено до Дніпропетровської спецлікарні.
- Олександр Долівець  — в листопаді 2014  року скоїв подвійне вбивство в Дніпродзержинську. Жертвами Олександра стали жінка-інвалід Павлина Чередниченко та Валентина Амелько. Експертиза виявила в Олександра психічний розлад в формі шизофренії, судом було прийняте рішення про направлення його на примусове лікування до Дніпропетровської спецлікарні.[5]
- Генадій Співак — два роки проходив примусове лікування в Дніпропетровській спецлікарні за сфабрикованим звинуваченням у тяжкому злочині. Наразі є єдиним пацієнтом, що був виписаний з даного медзакладу. Зі слів Генадія він був шокований жахливими умовами тримання та наджорстоким ставленням до пацієнтів з боку медперсоналу та охорони.[6]